# کمبود ایمنی
کمبود ایمنی (نقص ایمنی) (Immunodeficiency) به معنی عملکرد نامناسب سیستم ایمنی بدن است؛ به گونه‌ای که افراد نسبت به انواع عفونت‌ها مستعد می‌شوند. 

## علل و انواع
کمبود ایمنی می‌تواند اولیه یا ثانویه (اکتسابی) باشد. کمبود ایمنی اولیه ناشی از نواقص ژنتیکی مادرزادی است ولی کمبود ایمنی ثانویه به دنبال ابتلا به سایر بیماری‌ها ایجاد می‌شود. مشهورترین کمبود ایمنی ثانویه بیماری ایدز (AIDS) است.
در بین نقص‌های اولیهٔ ایمنی، کمبود پادتن (آنتی بادی) شایع‌ترین نوع است. بیماران مبتلا به کمبود اولیهٔ پادتن مستعد ابتلا به انواع عفونت‌های باکتریایی هستند. این افراد نیاز به دریافت منظم و مداوم داروی ایمونوگلوبولین تزریقی و نیز در مواقع لزوم آنتی‌بیوتیک دارند.اساس آسیب شناختی این گروه از بیماری‌ها عدم توانایی لنفوسیت‌های B برای ترشح پادتن به میزان کافی یا با کیفیت مطلوب است. در واقع، عدم تمایز لنفوسیت‌های B در مغز استخوان یا بافت‌های لنفی محیطی به هر دلیل، می‌تواند باعث این امر شود.
شایع‌ترین کمبود اولیهٔ پادتن بیماری«کمبود انتخابی IgA» است. اکثر این بیماران از ناراحتی خود برای مدت طولانی بی‌خبر هستند و هر سال چندین نوبت به علت سرماخوردگی و سینوزیت‌های مکرر به پزشک مراجعه می‌کنند.علت اساسی این بیماری و درمان قطعی آن تا کنون نامعلوم است. در تزریق داروی ایمونوگلوبولین به این گروه باید دقت عمل به خرج داد و در بسیاری از موارد انجام نداد.
«نقص ایمنی متغیر شایع» فرم شایع دیگری است که به اختصار به آن CVID می‌گویند. در غالب این بیماران، تا امروز علت ژنتیکی بیماری CVID ناشناخته‌است.
فرم دیگری از کمبود اولیهٔ پادتن تنها در مردان دیده می‌شود. این بیماری «کمبود تیروزین کیناز بروتون» نام دارد که به آن آگاماگلوبولینمی وابسته به جنس یا به اختصار XLA هم می‌گویند. علت بیماری جهش در ژن کد کنندهٔ تیروزین کیناز بروتون(BTK) است که روی کروموزوم X قرار دارد.